# 三悪 (国際政治)
三悪（さんあく、中国語: 三股勢力、英語: Three Evils）は、中国やロシアが主導する上海協力機構で使用される用語で、中央アジア地域のテロリズム、分離主義、過激主義を指す。

## 組織
地域対テロ機構は、ウズベキスタンの首都タシュケントに本部を置く、三悪を軽減するための「SCOイニシアチブ」に関する協力を進める上海協力機構（SCO）の常設機関。

## 批判
ヒューマン・ライツ・ウォッチは、三悪を標的とする上海協力機構の加盟国による反テロ協同作戦を批判し、加盟国の政府が人権に関する国際法を侵害していると非難している。ヒューマン・ライツ・ウォッチ欧州・中央アジア代表ホリー・カートナーは「長年にわたり上海協力機構はお粗末な人権状況を批判されてきた。上海協力機構の政策は、人権状況を悪化させ、人権侵害を正当化しようとしている。従って欧州連合とアメリカ合衆国は、この地域の人権問題に関して更に重点を置いている」と主張している。